# Wattieza
Wattieza és un gènere de plantes extintes del Devonià i Carbonífer. És el primer arbre que es coneix en el registre fòssil i estava relacionat amb les falgueres i equisets d'avui en dia.
El 2007 es va descobrir un fòssil d'aquest arbre al comtat de Schoharie (Nova York), pertanyent al Devonià (fa uns 385 milions d'anys) amb la capçada de Wattieza i les arrels d'un tronc conegut des de 1870, «Gilboa stumps», descobert a Gilboa, Nova York, que abans havia estat descrit com un eospermatopteri, es va aconseguir tenir una idea de com eren els primers arbres del món. S'ha calculat que aquests arbres feien uns 8 metres d'alçada o més i que s'assemblaven a les falgueres modernes. Wattieza no tenia fulles i es reproduïa per espores.